# Illes dels Prínceps
Les Illes dels Prínceps o Adalar són un districte d'Istanbul, Turquia, a la Mar de Màrmara. L'arxipèlag està format per nou illes, la més gran de les quals és Büyükada.

## Història
Durant el període romà d'Orient, prínceps i altres membres de la reialesa eren exiliats a aquestes illes, la qual cosa va donar-los el seu nom actual. Durant el segle xix les illes es van convertir en un centre de riquesa per a Istanbul.
De l'època victoriana encara es conserven casetes de camp a la més gran de les Illes dels Prínceps.
En l'actualitat, les illes són una popular destinació turística per a una excursió d'un dia, via ferri, des d'Istanbul. El primer creuer va començar el 1846. Els vehicles motoritzats estan prohibits en la major part de les illes. Els visitants exploren les illes a peu, amb bicicleta, en carruatges tirats per cavalls, o a lloms d'ases.
Un convent a Büyükada va ser el lloc d'exili de les emperadrius romanes d'Orient Irene, Eufrosine, Zoè i Anna Dalasena.
Lev Trotski va estar algun temps a Büyükada.

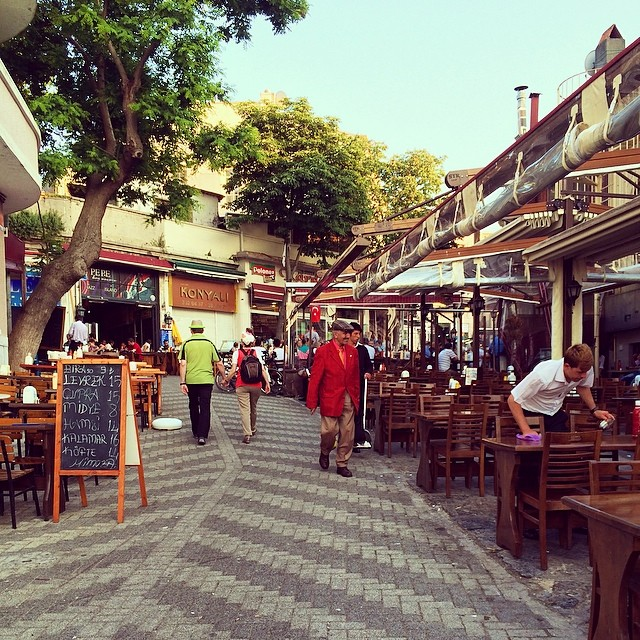
Restaurants a Büyükada

## Illes
| Illa                                | Nom grec                      | Superfície km² | Cim          | Altitud m | Població |
| ----------------------------------- | ----------------------------- | -------------- | ------------ | --------- | -------- |
| Büyükada                            | Πρίγκηπος (Prínkipos)         | 5,4            | Yücetepe     | 203       | 7.335    |
| Heybeliada                          | Χάλκη (Khalki)                | 2,3            | Değirmentepe | 136       | 5.529    |
| Burgazada                           | Αντιγόνη (Αntigoni)           | 1,5            | Bayraktepe   | 170       | 1.578    |
| Kınalıada                           | Πρώτη (Proti)                 | 1,3            | Çınartepe    | 115       | 3.318    |
| Sedef Adası (Illa de les Perles)    | Τερέβυνθος (Terèvinthos)      | 0,15           |              | 55        | -        |
| Yassıada                            | Πλάτη (Plati)                 | 0,05           |              | 46        | -        |
| Sivriada                            | Οξειά (Oxià)                  | 0,04           |              | 90        | -        |
| Tavşanadası                         | Νέανδρος (Nèandros)           | 0,01           |              | 40        | -        |
| Kaşıkadası                          | Πίτα (Pita)                   | 0,008          |              | 13        | -        |
| Prens Adaları (Illes dels Prínceps) | Πριγκηπόννησα (Prinkipónnisa) | 10,76          | Yücetepe     | 203       | 17.760   |